# PCLKC
PCLKC‏ (Cadherin related family member 2) هوَ بروتين يُشَفر بواسطة جين PCLKC في الإنسان.